# N-乙基马来酰亚胺
N-乙基马来酰亚胺（英語：N-Ethylmaleimide，缩写NEM）是一种含氮有机化合物，化学式C6H7NO2，属于马来酸衍生物，带有酰亚胺官能团，其碳碳双键可以与硫醇反应，常用于修饰肽链上的半胱氨酸残基。